# Ошава (тауншип, Миннесота)
Ошава (англ. Oshawa) — тауншип в округе Николлет, Миннесота, США. На 2000 год его население составило 525 человек.

## География
По данным Бюро переписи населения США площадь тауншипа составляет 76,7 км², из которых 75,9 км² занимает суша, а 0,8 км² — вода (1,01 %).

## Демография
По данным переписи населения 2000 года здесь находились 525 человек, 170 домохозяйств и 131 семья.  Плотность населения —  6,9 чел./км².  На территории тауншипа расположено 177 построек со средней плотностью 2,3 построек на один квадратный километр. Расовый состав населения: 98,10 % белых, 0,19 % коренных американцев, 0,95 % азиатов, 0,19 % — других рас США и 0,57 % приходится на две или более других рас. Испанцы или латиноамериканцы любой расы составляли 0,76 % от популяции тауншипа.
Из 170 домохозяйств в 38,2 % воспитывались дети до 18 лет, в 69,4 % проживали супружеские пары, в 4,7 % проживали незамужние женщины и в 22,4 % домохозяйств проживали несемейные люди. 20,6 % домохозяйств состояли из одного человека, при том 6,5 % из — одиноких пожилых людей старше 65 лет. Средний размер домохозяйства — 2,75, а семьи — 3,18 человека.
26,9 % населения младше 18 лет, 14,5 % в возрасте от 18 до 24 лет, 22,5 % от 25 до 44, 23,6 % от 45 до 64 и 12,6 % старше 65 лет. Средний возраст — 37 лет. На каждые 100 женщин приходилось 105,1 мужчин.  На каждые 100 женщин старше 18 приходилось 103,2 мужчин.
Средний годовой доход домохозяйства составлял 54 271 доллар, а средний годовой доход семьи —  61 250 долларов. Средний доход мужчин —  38 864  доллара, в то время как у женщин — 27 596. Доход на душу населения составил 19 768 долларов. За чертой бедности находились 2,9 % семей и 2,9 % всего населения тауншипа, из которых 11,1 % старше 65 лет.